# SMS Hessen
El SMS Hessen fue el tercero de los cinco acorazados pre-dreadnought de la clase Braunschweig de la Kaiserliche Marine. Fue puesto en grada en 1902 y comisionado en 1905. Recibió su nombre en honor al Gran Ducado de Hesse y el Rin, precursor del actual estado homónimo. Sus buques gemelos fueron el Braunschweig, Elsaß, Preußen y Lothringen. Fue uno de los seis acorazados obsoletos que se le permitió conservar a Alemania bajo los términos del Tratado de Versalles.
La carrera del Hessen en tiempos de paz se centró en ejercicios de escuadra y flota, así como en cruceros de entrenamiento y se centró en el Mar del Norte y el Báltico. Estuvo involucrado en dos colisiones accidentales: con un vapor danés en 1911 y otra con un torpedero alemán en 1913. Estaba previsto que el Hessen fuera retirado del servicio en agosto de 1914, pero el inicio de la Primera Guerra Mundial en julio cambió repentinamente los planes y permaneció en servicio en la Flota de Alta Mar. Desempeñó diversas funciones durante los dos primeros años, sirviendo como buque de guardia en la desembocadura del Elba, patrullando los estrechos daneses y apoyando ataques en la costa británica, incluyendo el asalto a Scarborough, Hartlepool y Whitby en diciembre de 1914 y el bombardeo de Yarmouth y Lowestoft en abril de 1916. Al mes siguiente, el Hessen estuvo presente en la batalla de Jutlandia, la mayor batalla naval de la guerra. En la última acción diurna entre buques capitales el 31 de mayo, el Hessen y los otros pre-dreadnoughts del II Escuadrón de Batalla cubrieron la retirada de los maltrechos cruceros de batalla alemanes del escuadrón de cruceros de batalla británicos.
La batalla de Jutlandia de 1916 reveló la escasa efectividad de los pre-dreadnoughts como el Hessen frente a las armas más modernas, por lo que éste y el resto de los buques del II Escuadrón fueron retirados del servicio activo en la flota. Fue dado de baja en diciembre de 1916, desarmado y utilizado como buque de depósito durante el resto de la guerra. El Hessen fue uno de los seis acorazados obsoletos que se le permitió conservar a Alemania bajo los términos del Tratado de Versalles. Rearmado, sirvió en la nueva Reichsmarine durante la década de 1920 y principios de la de 1930, aunque fue retirado del servicio en primera línea ya en 1934. Al año siguiente, el Hessen fue reconvertido en buque objetivo radiocontrolado. Sirvió en esta función durante la Segunda Guerra Mundial, trabajando también como rompehielos en los mares Báltico y del Norte. El buque fue cedido a la Unión Soviética en 1946 tras la guerra, renombrado Tsel, y prestó servicio hasta su desguace en 1960.

## Diseño

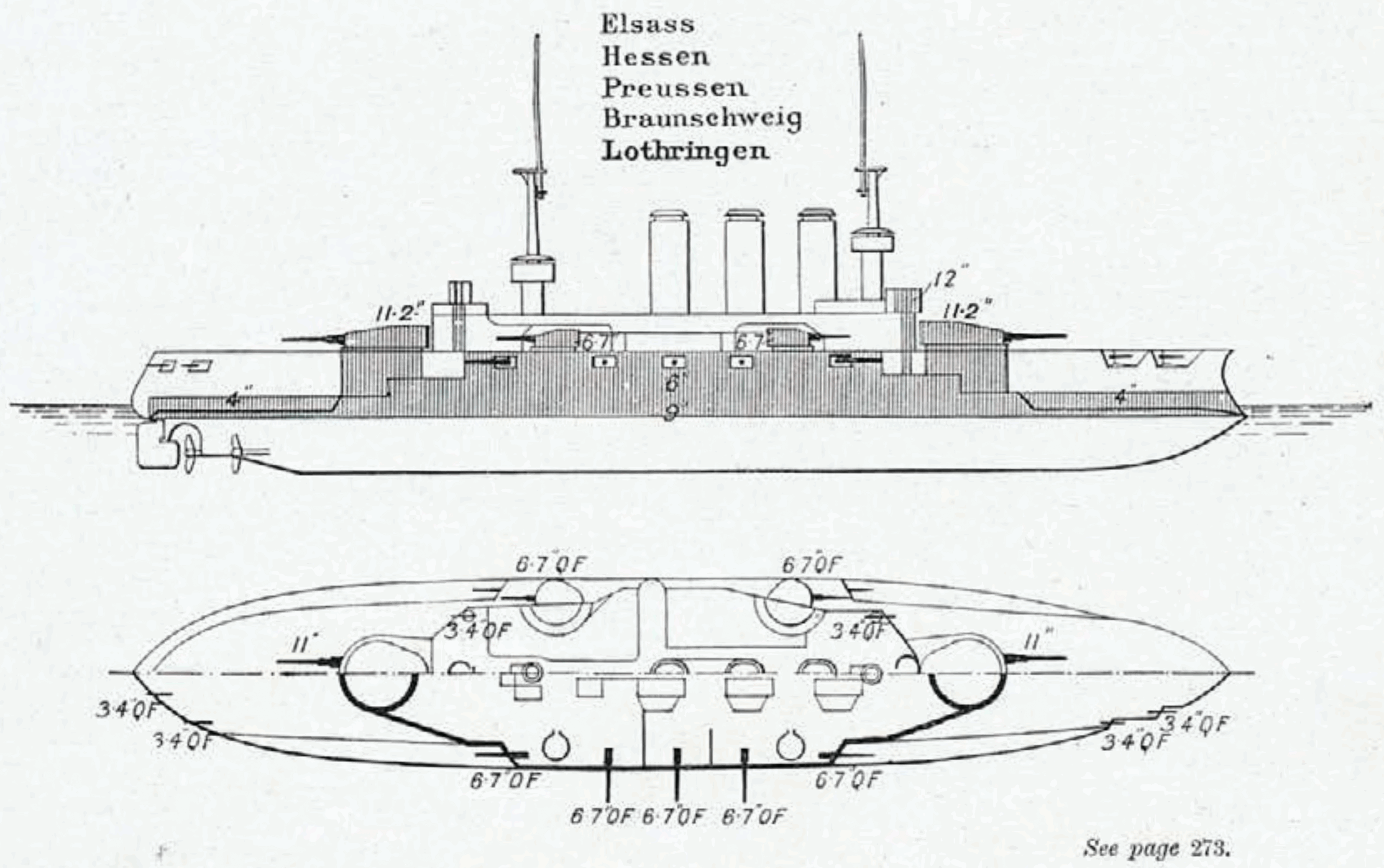
Esquema del armamento en alzado y planta de la clase Braunschweig (1905)

Con la aprobación de la Segunda Ley Naval, bajo la dirección del Vizeadmiral Alfred von Tirpitz en 1900, se asignaron fondos para una nueva clase de acorazados, que reemplazaría a los buques de la clase Wittelsbach, autorizados por la Ley Naval de 1898. Para entonces, Krupp, proveedor de artillería naval de la Armada Imperial Alemana (Kaiserliche Marine), había desarrollado cañones de 280 mm (11,0 plg) de disparo rápido (SK); los cañones más grandes que habían incorporado esta tecnología anteriormente eran los de 240 mm (9,4 plg) montados en la clase Wittelsbach. El Departamento de Diseño del Reichsmarineamt (Oficina Naval Imperial Alemana) adoptó estos cañones para los nuevos acorazados, junto con un aumento de 150 a 170 mm (5,9 a 6,7 plg) para la batería secundaria, debido a la mayor amenaza de las lanchas torpederas a medida que estos se volvían más efectivos.
Aunque la clase Braunschweig representó una mejora significativa con respecto a los acorazados alemanes anteriores, su diseño se vio afectado por el rápido desarrollo tecnológico de principios del siglo XX. El acorazado británico HMS Dreadnought, armado con diez cañones de 305 mm (12,0 plg), entró en servicio en diciembre de 1906, poco más de un año después de la entrada en servicio del Hessen. El diseño revolucionario del Dreadnought dejó obsoletos a todos los buques insignia de la armada alemana, incluyendo al Hessen y sus buques gemelos.
El Hessen tenía 127,7 m (418' 113/5") de eslora total, 22,2 m (72' 10") de manga y 8,1 m (26' 629/32") de calado a proa (Cpr). Desplazaba 13 208 t (13 208 000 kg) según su diseño y 14 394 t (14 166,7 LT) a plena carga. Su tripulación estaba formada por 35 oficiales y 708 entre suboficiales y marinería. El buque estaba propulsado por tres motores de vapor de triple expansión vertical de 3 cilindros que accionaban tres hélices. El vapor era proporcionado por ocho calderas navales y seis calderas cilíndricas escocesas, todas ellas de carbón. El motor del Hessen tenía una potencia nominal de 16 000 caballos de vapor (15 781,1 HP; 11 768 kW), que generaba una velocidad máxima de 18 nudos (33,3 km/h; 20,7 mph). Podía navegar 4530 millas náuticas (8389,5 km; 5213,0 mi) a una velocidad de crucero de 10 nudos (18,5 km/h; 11,5 mph).
El armamento principal del Hessen consistía en una batería de cuatro cañones SK L/40 de 280 mm en torretas gemelas, una a proa y otra a popa de la superestructura central. Su armamento secundario consistía en catorce cañones SK L/40 de 170 mm (6,7 ”) y dieciocho cañones de tiro rápido SK L/35 de 8,8 cm (3,5 ”). El conjunto de armamento se completaba con seis tubos lanzatorpedos de 450 mm (17,7 ”), todos montados en el casco por debajo de la línea de flotación. Un tubo estaba en la proa, dos en cada costado y el último en la popa. El Hessen estaba protegido con blindaje Krupp. Su cinturón blindado tenía un grosor de 110 a 225 milímetros (4,3 a 8,9 plg); el blindaje más pesado de la ciudadela central protegía sus polvorines y maquinaria de propulsión, con un blindaje más somero en ambos extremos del casco. En cubierta tenía un espesor de 40 mm (1,6 plg). Las torretas de la batería principal tenían un blindaje de 240 mm (9,4 plg).

## Historial de servicio

### Servicio antes de la I Guerra Mundial
El Hessen fue puesto en quilla el 15 de enero de 1902 en el astillero Germaniawerft de Kiel, con el número 100. Siendo la tercera unidad de su clase, se encargó con el nombre de contrato "L" como nueva unidad para la flota. El Hessen fue botado el 18 de septiembre de 1903; el buque fue bautizado por la princesa Irene de Hesse, y su hermano, Ernesto Luis, Gran Duque de Hesse, pronunció un discurso. El buque comenzó las pruebas de mar en el astillero el 16 de mayo de 1905 y fue puesto en servicio el 19 de septiembre. La Marina Imperial comenzó entonces sus propias pruebas de mar en el buque, que fue asignado al II Escuadrón de Batalla. Las pruebas duraron hasta el 4 de marzo de 1906, momento en el que el Hessen se incorporó a su unidad, completando la dotación prescrita de ocho acorazados. Durante el año, se realizaron ejercicios de entrenamiento de escuadrón y flota, incluyendo un crucero de verano en julio y agosto a aguas noruegas. Durante las maniobras de la flota, que se celebraban cada otoño a finales de agosto y septiembre, se realizaron desembarcos en Eckernförde. En noviembre se realizaron más ejercicios en el Mar del Norte.
El 16 de febrero de 1907, la Flota Doméstica (Heimatflotte) pasó a llamarse Hochseeflotte (Flota de Alta Mar). A principios de 1907, se realizaron maniobras en el Mar del Norte, que incluyeron un crucero a Skagen y simulacros de ataques a la base naval principal de Kiel. En mayo y junio se realizaron más ejercicios, tras lo cual la flota realizó un crucero a Noruega. Tras regresar, el Hessen fue a Swinemünde a principios de agosto, donde el zar Nicolás II de Rusia se encontró con la flota alemana en su yate Standart. Posteriormente, la flota se reunió para las maniobras que se celebraban cada agosto y septiembre. Este año, las maniobras se retrasaron para permitir una gran revisión de la flota, que incluía 112 buques de guerra, para el Káiser Guillermo II en la rada de Schillig. En las maniobras de otoño que siguieron, la flota realizó ejercicios en el Mar del Norte y luego maniobras conjuntas con el IX Cuerpo de Ejército en los alrededores de Apenrade. El Hessen fue el ganador del II Escuadrón del Schießpreis (Premio de Tiro) del Káiser por su excelente puntería; en ese momento, su oficial de artillería era el entonces Kapitänleutnant Adolf von Trotha. En noviembre, el barco participó en el entrenamiento de unidad en el Kattegat.
El Hessen participó en maniobras de flota en febrero de 1908 en el mar Báltico y en más entrenamientos de flota frente a Heligoland en mayo y junio. En julio, el Hessen y el resto de la flota se adentraron en el océano Atlántico para realizar un importante crucero de entrenamiento. El príncipe Enrique, comandante de la Flota de Alta Mar, había insistido en la realización de dichos ejercicios el año anterior, argumentando que prepararía a la flota para operaciones en ultramar y rompería la monotonía del entrenamiento en aguas alemanas, a pesar de las fuertes tensiones con el Reino Unido por la creciente carrera armamentística naval anglo-alemana. La flota zarpó de Kiel el 17 de julio, atravesó el Canal del Káiser Guillermo hasta el mar del Norte y continuó rumbo al Atlántico. Durante el crucero, el Hessen hizo escala en Santa Cruz de Tenerife, en las Islas Canarias, arribando junto con el resto de la flota a Alemania el 13 de agosto. Las maniobras de otoño tuvieron lugar del 27 de agosto al 12 de septiembre. Más tarde ese mismo año, la flota visitó ciudades costeras alemanas como parte de un esfuerzo para aumentar el apoyo público a los gastos navales. El año siguiente, 1909, siguió un patrón similar al de 1908. Se realizó otro crucero por el Atlántico del 7 de julio al 1 de agosto, durante el cual el Hessen hizo escala en Ferrol. De regreso a Alemania, la Flota de Alta Mar fue recibida por la Marina Real Británica en Spithead. A finales de año, el almirante Henning von Holtzendorff asumió el mando de la Flota de Alta Mar. Su mandato como comandante de flota estuvo marcado por la experimentación estratégica, debido a la creciente amenaza que representaban las armas más modernas, como submarinos y minas navales, y al hecho de que los nuevos acorazados de la clase Nassau eran demasiado anchos para atravesar el Canal del Káiser Guillermo. En consecuencia, la flota fue trasladada de Kiel a Wilhelmshaven el 1 de abril de 1910.
En mayo de 1910, la flota realizó maniobras de entrenamiento en el Kattegat, entre Noruega y Dinamarca. Estas estaban de acuerdo con la estrategia de Holtzendorff, que preveía atraer a la Marina Real a las estrechas aguas del Kattegat. El crucero anual de verano fue a Noruega, y fue seguido por el entrenamiento de la flota, durante el cual se realizó otra revisión de la flota en Danzig el 29 de agosto. Un crucero de entrenamiento en el Báltico siguió a finales de año. En marzo de 1911, la flota realizó ejercicios en el Skagerrak y el Kattegat. El Hessen y el resto de la flota recibieron escuadrones navales británicos y estadounidenses en Kiel en junio y julio. Las maniobras de otoño del año se limitaron al Báltico y al Kattegat. Durante los ejercicios de la flota el 23 de agosto de 1911, el Hessen embistió accidentalmente y hundió al vapor danés SS Askesund. La tripulación del vapor fue rescatada y no se reportaron heridos; el propio Hessen salió indemne de la colisión. Se realizó otra revisión de la flota durante los ejercicios para una delegación austrohúngara de visita que incluía al archiduque Francisco Fernando y al almirante Rudolf Montecuccoli.
Durante el gélido febrero de 1912, el Hessen se empleó como rompehielos de circunstancias en el Pequeño Belt para rescatar barcos amenazados por el hielo. A mediados de 1912, debido a la Crisis de Agadir, el crucero de verano solo se dirigió al Báltico para evitar exponer a la flota durante el período de mayor tensión con el Reino Unido y Francia. En julio de 1913, el Hessen colisionó con el torpedero G110. Este sufrió daños de consideración y tres de sus tripulantes murieron, aunque se mantuvo a flote, siendo remolcado de regreso a Kiel junto con el resto de su tripulación. El Hessen no sufrió daños significativos en el accidente. El crucero de verano anual de 1913 regresó a aguas noruegas, al igual que el crucero del año siguiente. El año 1914 comenzó sin ejercicios de consideración, siendo lo único destacable la visita del Hessen a Sonderburg el 2 de mayo para participar en las celebraciones del 50º aniversario de la Batalla de Dybbøl de la Segunda Guerra de Schleswig.

### Primera Guerra Mundial

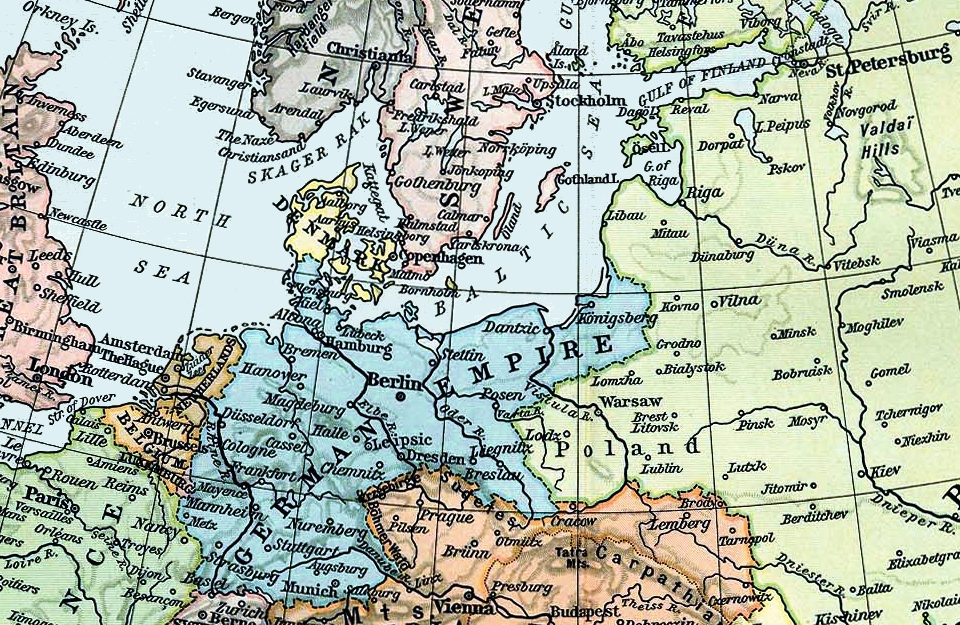
Mapa del Mar del Norte y el Báltico, teatros habituales de operaciones del Hessen.

A finales de 1909, la armada había comenzado a reemplazar los acorazados pre-dreadnought más antiguos por los acorazados dreadnought más modernos, comenzando con la clase Nassau. Como parte de este proceso, el Hessen estaba programado para ser retirado a la reserva el 26 de agosto de 1914, y su lugar en la II Escuadra lo ocuparía el nuevo dreadnought König. Sin embargo, las crecientes tensiones en Europa durante la Crisis de Julio, que desencadenó la Primera Guerra Mundial, interrumpieron dicho plan. 
El Hessen comenzó la Primera Guerra Mundial como buque de defensa costera junto con sus gemelos en la IV escuadra de combate. Los veloces acontecimientos de 1914 determinaron que el Hessen permaneciera en servicio con la escuadra, siendo el acorazado más antiguo en servicio con la flota principal. Tras la entrada de Alemania en la guerra a principios de agosto, el Hessen y el resto de la escuadra fueron enviados a la rada de Altenbruch para apoyar la defensa de la Bahía Alemana en la desembocadura del Elba. En octubre, la escuadra se dirigió al Báltico para realizar maniobras, y durante su tránsito por el Canal del Káiser Guillermo el 26 de octubre, encalló y tuvo que ser rescatada por remolcadores. La escuadra regresó al Mar del Norte el 17 de noviembre, tras completar los ejercicios de entrenamiento.
El II Escuadrón se unió al resto de la Flota de Alta Mar para operaciones ofensivas contra el Reino Unido. La primera de estas fue la incursión en Scarborough, Hartlepool y Whitby el 15 de diciembre. Los cruceros de batalla del I. Aufklärungsgruppe (en español, Grupo de Exploración I) atacaron las ciudades para intentar atraer a parte de la Gran Flota británica, mientras que los acorazados de la Flota de Alta Mar esperaban en apoyo con la esperanza de emboscar y destruir cualquier fuerza británica que se dispusiera a salir. Durante la noche del 15 al 16 de diciembre, la flota de batalla alemana, compuesta por doce dreadnoughts y ocho pre-dreadnoughts, se acercó a una distancia de 10 millas náuticas (18,5 km; 11,5 mi) de una escuadra aislada de seis acorazados británicos. Las escaramuzas entre los fuegos de cobertura de destructores rivales convencieron al comandante alemán, el almirante Friedrich von Ingenohl, de que se enfrentaba a toda la Gran Flota, por lo que interrumpió el combate y regresó a su base.
El Hessen estuvo en el astillero de Kiel para mantenimiento del 22 de febrero de 1915 al 6 de marzo, tras lo cual regresó a sus tareas de guardia frente a Altenbruch a partir del 10 de marzo. Los ejercicios de escuadrón en el Báltico tuvieron lugar del 18 de marzo al 1 de abril, seguidos de breves períodos de mantenimiento en Kiel los días 17 y 18 de mayo, 29 y 30 de mayo, y del 4 al 26 de junio; durante esta última estancia, se le instaló equipo suplementario de combustión de fueloil en sus calderas. Pasó el resto del año en el Mar del Norte, participando en misiones los días 11 y 12 de septiembre y 23 y 24 de octubre. Del 6 al 23 de diciembre, fue a Wilhelmshaven para mantenimiento, seguido de un entrenamiento de escuadrón en el Báltico del 25 de diciembre al 20 de enero de 1916. Inmediatamente después, se dirigió al Reiherstiegwerft de Hamburgo para realizar más reparaciones, que duraron del 22 de enero al 15 de marzo. El 26 de marzo, después de más ejercicios en el Báltico, se declaró que el Hessen estaba listo para futuras operaciones ofensivas.
El 5 de abril, el Admiralstab alemán determinó el envío periódico de buques del II Escuadrón a proteger los estrechos daneses. El Hessen desempeñó esta función del 10 al 20 de abril, cuando fue reemplazado por el Preußen. El Hessen regresó al Mar del Norte y participó en otro ataque a la costa británica los días 24 y 25 de abril. En esta ocasión, los cruceros de batalla bombardearon Yarmouth y Lowestoft. Durante esta operación, el crucero de batalla Seydlitz resultó dañado por una mina británica y tuvo que regresar a puerto prematuramente. La visibilidad era deficiente, por lo que la operación se suspendió rápidamente antes de que la flota británica pudiera intervenir e infligir más pérdidas. El Hessen relevó al Preussen en los estrechos el 4 de mayo, permaneciendo allí hasta el 20. Regresó junto al resto del escuadrón en Altenbruch el 23 de mayo para comenzar los preparativos para la siguiente gran operación de la flota.

#### Batalla de Jutlandia

Diagrama de la Batalla de Jutlandia mostrando los principales movimientos.

El Hessen participó en la Batalla de Jutlandia del 31 de mayo al 1 de junio de 1916. El Hessen y los cinco buques de la clase Deutschland formaron el II Escuadrón de Batalla, bajo el mando del Konteradmiral Franz Mauve. El 31 de mayo, a las 02:00 CET, los cruceros de batalla del Vizeadmiral Franz von Hipper, pertenecientes al I Grupo de Exploración, zarparon hacia el Skagerrak, seguidos por el resto de la Flota de Alta Mar una hora y media después. Durante la "Carrera hacia el Norte", Reinhard Scheer ordenó a la flota perseguir al V Escuadrón de Batalla británico a toda velocidad. Los buques de la clase Deutschland, más lentos, quedaron rápidamente rezagados frente a los dreadnoughts, más rápidos. A las 19:30, la Gran Flota había llegado al lugar, enfrentándose a Scheer con una significativa superioridad numérica. La maniobra alemana se vio gravemente condicionada por la presencia de los buques de la clase Deutschland, más lentos; invertir el sentido de marcha de la escuadra hacia Alemania habría expuesto a los barcos más lentos.
No obstante, Scheer decidió invertir de todas formas el rumbo de la flota con la Gefechtskehrtwendung, una maniobra que requería que todas las unidades de la línea alemana giraran 180° simultáneamente. Los seis buques del II Escuadrón de Batalla, al quedar rezagados, no pudieron adaptarse al nuevo rumbo tras el giro, y se replegaron al lado desacoplado de la línea alemana. Mauve consideró mover sus buques a la retaguardia de la línea, a popa de los dreadnoughts del III Escuadrón de Batalla, pero lo descartó al darse cuenta de que el movimiento interferiría con las maniobras de los cruceros de batalla de Hipper. En su lugar, intentó colocar sus buques a la cabeza de la línea.
Al final del día, el Hessen y los buques de la clase Deutschland realizaron una acción de bloqueo crucial que cubrió la retirada de los cruceros de batalla alemanes. Los cruceros de batalla del Vice Admiral David Beatty habían atacado a los buques alemanes en la oscuridad, quienes habían virado hacia el oeste para evadir a sus atacantes, y el Mauve había continuado rumbo sur, lo que colocó a sus buques entre los cruceros de batalla británicos y alemanes. Los cruceros de batalla británicos dirigieron su atención a los pre-dreadnoughts, que a su vez modificaron su rumbo hacia el suroeste para apuntar con todas sus armas a los buques británicos. En la oscuridad, solo se veían los fogonazos de los buques británicos; por lo tanto, el Hessen y los demás buques del II Escuadrón mantuvieron el fuego.
Aproximadamente a las 03:00 del 1 de junio, un grupo de destructores británicos lanzó un ataque con torpedos contra la línea de batalla alemana. A las 03:07, el Hessen evitó por poco un torpedo, pero justo delante, el Pommern fue alcanzado por al menos uno a las 03:10. Se cree que el torpedo detonó uno de los depósitos de proyectiles de 17 cm (6,7 pulgadas) del buque, destruyéndolo. A bordo del Hessen, se asumió que un submarino había destruido al Pommern; a las 03:12, el Hessen disparó su batería principal contra un hipotético submarino. El Hessen y varios otros acorazados volvieron a enfrentarse a posibles submarinos enemigos a las 05:06 y de nuevo a las 05:13. Durante este último incidente, los disparos del Hessen y el Hannover casi alcanzaron a los cruceros ligeros Stettin y München; Scheer les ordenó cesar el fuego. A las 06:55, el Hessen y el Schlesien confundieron una boya de mina lanzada por el acorazado Kaiser con un periscopio y lo atacaron. En el curso de la batalla, el Hessen había disparado cinco proyectiles de 280 mm, treinta y cuatro proyectiles de 170 mm y veinticuatro proyectiles de 88 mm. No sufrió daños en el combate.

#### Últimas operaciones
La experiencia en Jutlandia demostró que los pre-dreadnoughts del II Escuadrón representaban un obstáculo para las unidades más modernas de la flota, por lo que el Admiralstab decidió retirarlos del servicio, ya que sus tripulaciones podrían emplearse con mayor eficacia en otros lugares. El Hessen pasó el resto de 1916 alternando entre guardias frente a Altenbruch y el estrecho danés. El 18 de noviembre, se dirigió a Krautsand para asistir al dreadnought König Albert, que había encallado allí. A partir de diciembre, el Hessen fue empleado como barco objetivo en el Báltico; este sería su último servicio activo durante la guerra. El 12 de diciembre de 1916, fue dado de baja y desarmado, tras once años de servicio en la flota.
En 1917 pasó a desempeñar tareas de buque de depósito hasta el final de la guerra en Brunsbüttel para la I Flotilla de Submarinos, junto con el antiguo buque de defensa costera Beowulf. Mientras estuvo en reserva en Brunsbüttel, al Hessen se le conocía jocosamete como "SMS Kleinste Fahrt" ("Barco de Su Majestad Viaje más corto" en español) debido a una advertencia pintada en el casco. Los cuatro cañones de 280 mm del barco fueron reinstalados como cañones de ferrocarril y empleados en el Frente Occidental. El Ejército australiano capturó uno de esos cañones el 8 de agosto de 1918 y lo conserva bajo el nombre de "Cañón Amiens" en el Memorial de Guerra Australiano de Canberra.

### ReichsmarineyKriegsmarine
Tras la derrota alemana en la Primera Guerra Mundial, la armada alemana se reorganizó como la Reichsmarine, de acuerdo con el Tratado de Versalles. La nueva armada recibió autorización para conservar ocho acorazados pre-dreadnought, en virtud del Artículo 181, dos de los cuales quedarían en reserva, para la defensa costera. El Hessen se encontraba entre los acorazados conservados, inicialmente como buque de reserva. Tras ser reacondicionado, rearmado y ligeramente modernizado, el Hessen regresó al servicio de la Reichsmarine el 5 de enero de 1925. Recibió de vuelta su antiguo armamento, con la excepción de su batería terciaria; solo recibió cuatro cañones de 88 mm, junto con otros cuatro en montajes antiaéreos de ángulo alto. Se instalaron cuatro tubos lanzatorpedos en casamatas sobre el agua en la cubierta principal. Sus calderas cilíndricas de carbón fueron sustituidas por dos nuevos modelos de petróleo. Tras pasar la primera mitad del año realizando pruebas de mar y entrenamiento individual, el Hessen se unió a la flota para un viaje a Noruega en junio, que evocaba los antiguos cruceros de verano de la flota imperial en tiempos de paz. Posteriormente, ese mismo año, se realizaron ejercicios de entrenamiento de flota.
A principios de 1926, el Hessen recibió la misión de despejar el paso a los buques mercantes en el Báltico helado. Durante este período, también visitó los puertos de Libau (Letonia) y Reval (Estonia). El barco se unió al pre-dreadnought Schleswig-Holstein, buque insignia del almirante Konrad Mommsen, para un viaje a España que duró del 12 de mayo al 19 de junio. Durante la travesía, el Hessen visitó las Islas Canarias y Cabo Verde en el Atlántico central. En julio, el Hessen y el torpedero T190 visitaron el Neufahrwasser; fueron los primeros buques de guerra alemanes en visitar Danzig desde que Alemania perdió el control de la ciudad ante Polonia tras la guerra. Los dos años siguientes transcurrieron sin incidentes, y en julio de 1928, el Hessen visitó Noruega con el almirante Hans Zenker, jefe de la Reichsmarine, a bordo. Otro crucero a España tuvo lugar del 18 de abril al 9 de mayo de 1929, con el almirante Iwan Oldekop enarbolando su bandera a bordo del Schleswig-Holstein. El Hessen visitó Puebla del Caramiñal, Villagarcía de Arosa y Ferrol (España), durante el viaje. El Hessen zarpó hacia Estocolmo (Suecia), el 30 de agosto, permaneciendo allí hasta el 5 de septiembre.
En 1930, tuvo lugar un importante crucero de entrenamiento de la flota por el Mediterráneo, que duró del 3 de abril al 16 de junio. Durante la gira, el Hessen hizo escala en numerosos puertos, como Vigo, Alicante y Cádiz en España, Palermo y Siracusa en Sicilia, y Venecia en Italia. Tras los ejercicios de entrenamiento de la flota en agosto y septiembre de ese año, visitó Kristiansand (Noruega). La flota visitó Swinemünde (la actual Świnoujście polaca) los días 18 y 19 de abril de 1931 antes de regresar a Hamburgo. Navegó frente a Noruega del 15 de junio al 3 de julio. En algún momento de 1931, al Hessen se le retiraron dos de sus cañones de 17 cm y los cuatro cañones de ángulo bajo de 8,8 cm. Al año siguiente, visitó la isla de Gotland, Oslo y Danzig (la actual Gdansk polaca), y en 1933 realizó otro viaje a Reval (actual Tallin). El Hessen visitó Bergen y se internó en el fiordo de Sogn (Noruega) en julio de 1934, antes de participar en las que serían sus últimas maniobras anuales de flota ese mismo año. Zarpó de Kiel el 25 de septiembre y navegó a Wilhelmshaven, donde fue dado de baja el 12 de noviembre. Su tripulación fue reasingnada al nuevo acorazado de bolsillo Admiral Scheer, que reemplazó al Hessen en la flota.

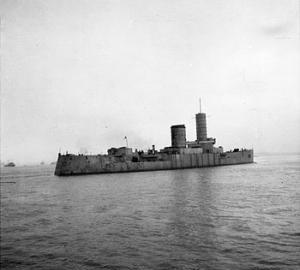
El Hessen reconvertido en buque objetivo por radiocontrol.

El 31 de marzo de 1935, el Hessen fue dado de baja del registro naval y convertido en buque objetivo. Se le retiró el armamento, se alargó el casco y se instaló nueva maquinaria. El casco más largo permitió espacio para dos compartimentos estancos adicionales, lo que elevó el número a 15 de los 13 originales. La superestructura del buque se redujo casi por completo; el Hessen conservó únicamente un embudo, un trinquete de torre y las dos barbetas blindadas para las torretas de la batería principal. Su maquinaria alternativa fue sustituida por turbinas de vapor. El buque tenía una tripulación de 80 personas, pero podía operarse por control remoto cuando se utilizaba como blanco. Los trabajos duraron del 11 de abril de 1935 al 1 de abril de 1937; a partir de abril, realizó pruebas de mar, y el 12 de julio fue asignado formalmente a la unidad de entrenamiento de artillería, en lo que anteriormente se había denominado Kriegsmarine. El primer buque en utilizar al Hessen como blanco fue el crucero ligero Leipzig el 30 de agosto de 1937.
El Hessen sirvió como rompehielos durante la Segunda Guerra Mundial. El 31 de marzo de 1940, el Hessen actuó como rompehielos para los cruceros auxiliares Atlantis, Widder y Orion, en su viaje desde Kiel hacia el Mar del Norte. El Hessen y su buque de control, el antiguo torpedero Blitz, fueron cedidos a la Unión Soviética el 2 de enero de 1946 en Wilhelmshaven. Fue puesto en servicio nuevamente el 3 de junio de 1946 como Tsel (Цель en ruso), mientras que el Blitz pasó a llamarse Vystrel. El ya Tsel continuó operando como buque objetivo hasta su desguace en 1960.